# Oulens-sous-Échallens
Oulens-sous-Échallens é uma comuna da Suíça, situada no distrito de Gros-de-Vaud, no cantão de Vaud. Tem 5,87 km² de área e sua população em 2018 foi estimada em 616 habitantes.